# لری رومانو
لری رومانو (انگلیسی: Larry Romano؛ زادهٔ ۳۱ ژوئیهٔ ۱۹۶۳) یک هنرپیشه اهل ایالات متحده آمریکا است.